# Commana
Commana (tiếng Breton: Kommanna) là một xã của tỉnh Finistère, thuộc vùng Bretagne, miền tây bắc Pháp.

## Dân số
Người dân ở Commana được gọi là Commanéens.